# Humboldtia decurrens
Humboldtia decurrens é uma espécie vegetal da família Fabaceae.
Apenas pode ser encontrada na Índia.